# فرانک کریستی
فرانک کریستی (انگلیسی: Frank Christie; ۱۷ فوریهٔ ۱۹۲۷ – ۱۲ سپتامبر ۱۹۹۶) بازیکن فوتبال  اهل بریتانیا بود.
از باشگاه‌هایی که در آن بازی کرده‌است می‌توان به باشگاه فوتبال لیورپول اشاره کرد.